# دوقية ساكسونيا فايمر أيزيناخ الكبرى
دوقية ساكسونيا فايمر أيزيناخ (بالألمانية: Herzogtum Sachsen-Weimar-Eisenach) أنشئت في عام 1809 من خلال اندماج الدوقيتين الإرنستيتين: ساكسونيا فايمر وساكسونيا أيزيناخ. رُفـّعت إلى دوقية كبرى في عام 1815 بقرار من مؤتمر فيينا. في عام 1877، تغير اسمها رسمياً إلى دوقية ساكسونيا (بالألمانية: Großherzogtum Sachsen)، ولكن نادراً ما استخدم هذا الاسم. انتهت الدوقية في الثورة الألمانية سنة 1918-1919 مع ممالك أخرى في الإمبراطورية الألمانية. حلت محلها ولاية ساكسونيا فايمر أيزيناخ الحرة، والتي تم دمجها في ولاية تورنغن الجديدة بعد سنتين.
كان اللقب الغراندوقي الكامل الدوق الأكبر لساكسونيا فايمر أيزيناخ، لاندغريف في تورنغن، مرغريف مايسن، كونت أميري لهينيبيرغ، حاكم بلانكنهاين ونويشتات وتاوتنبورغ.
توجد بأراضي الدوقية السابقة عدداً من المباني التاريخية و الثقافية كمكتبة آنا أماليا و منزل الشاعر غوته .